# Michel Mathiot
Pour les articles homonymes, voir Mathiot.
Michel Mathiot est un gymnaste artistique français né le 23 août 1926 à Besançon et mort le 2 février 1999 à Lons-le-Saunier. 

## Biographie
Il est médaillé de bronze du concours général par équipes des Championnats du monde de gymnastique artistique 1950 à Bâle. Aux Championnats d'Europe de gymnastique artistique masculine 1955 à Amsterdam, il est huitième du concours général individuel.
Il a aussi participé à quatre Jeux olympiques (Jeux olympiques d'été de 1948, Jeux olympiques d'été de 1952, Jeux olympiques d'été de 1956 et Jeux olympiques d'été de 1960).
Il est sacré champion de France du concours général individuel en 1955 et en 1956.